# Tachosa acronyctoides
Tachosa acronyctoides là một loài bướm đêm trong họ Erebidae.